# Habitatge al carrer Estolt, 16 (Tossa de Mar)
L'edifici situat al Carrer Estolt, 16 és una obra del municipi de Tossa de Mar (Selva). És un edifici de planta basilical que consta de planta baixa i dos pisos superiors, cobert amb una teulada de dues aigües de vessants a laterals. L'immoble està ubicat al carrer Estolt, però simultàniament fa cantonada amb dos carrers més, com són el carrer de Sant Josep i el carrer de les Flors. Forma part de l'Inventari del Patrimoni Arquitectònic de Catalunya.

## Descripció
La façana principal és la que dona al carrer Estolt i està estructurada internament basant-se en tres crugies. La planta baixa consta de tres obertures: per una banda tenim dues obertures rectangulars, equipades amb llinda monolítica, muntants de pedra i cobertes amb un enrreixat de ferro forjat, que flanquejen un gran portal adovellat d'arc de mig punt amb unes dovelles de gran mida molt ben escairades.
El primer pis o planta noble, contempla tres obertures de similar tipologia, és a dir tres finestres rectangulars equipades amb llinda monolítica, muntants de pedra i ampit treballat. Sota de l'ampit de les tres, trobem la solució arquetípica que consisteix en la disposició de dues o tres pedres, com a mesura de reforç en la sustentació de la pesant finestra. El segon pis que podria executar les tasques de golfes o d'altell, s'ha projectat en la façana en una finestra de mida mitjana, equipada amb llinda monolítica i muntants de pedra.
Cal remarcar dues qüestions: per una banda, que la casa presenta una morfologia bastant irregular en la base, pel fet d'adaptar-se i alhora salvar el desnivell del carrer. Mentre que per l'altra, que en els laterals s'ha deixat la pedra vista.